# François de La Porte du Plessis
Pour les articles homonymes, voir La Porte.
Jean François de La Porte du Plessis est un fermier général français né vers 1675 et mort en 1743.

## Biographie
Jean François de La Porte est le fils du fermier général Jean de La Porte (1636-1695), et d’Elisabeth des Ruelles. Il est le frère aîné de François de La Porte-Féraucourt (ca. 1677-1730), et peut-être, de Jean-Baptiste de La Porte du Plessis (ca. 1675-1741).
Il épouse en juillet 1709 Catherine Soubeyran, fille du garde des registres du Contrôle général des finances, qui meurt le 20 juin 1710 à l’âge de 22 ans, en donnant naissance à un fils, Pierre Jean François de la Porte, futur intendant en Bourbonnais, puis du Dauphiné.
Une mention des livres de comptes du peintre Hyacinthe Rigaud indique, en 1733, la production d'un portrait de « Mr de La Porte du Plessis, fermier G[e]n[er]al. Hab[illement]. Orig[ina]l. » valant 600 livres. À cette époque, l'artiste voit passer dans son atelier un grand nombre de financiers en quête de reconnaissance sociale par le biais d'une effigie réalisée par le plus grand portraitiste français du moment ; du moins le plus renommé.
Barthélemy-François-Joseph Moufle d'Angerville le mentionne dans son ouvrage : 

« De la Porte Duplessis fut nommé fermier général après la mort du sieur de Sarancourt, mais quoi qu’il portât le même nom il n’étoit point parent des deux de la Porte dont on vient de parler. Il avoit été directeur général des fermes de Lille avant d’être fermier général. Il avoit passé par beaucoup d'autres emplois dans lesquels il avoit toujours donné des preuves de fa capacité. C'était un des plus habiles financiers dans les cinq grosses fermes. Il n'étoit point fier, faisoit bonne chère, étoit très poli & avoit toujours bonne compagnie. »